# Storbritanniens häftigaste maskiner med Chris Barrie
Storbritanniens häftigaste maskiner med Chris Barrie (engelska): Britain's Greatest Machines with Chris Barrie) är en engelsk dokumentärserie om ingenjörshistoria under 1800- och 1900-talet, från ett brittiskt synsätt. Serien är producerad av National Geographic Channel UK år 2009. Berättaren Chris Barrie åker med olika veteranfordon/-fartyg.

## Avsnitt
1. Storbritanniens häftigaste maskiner med Chris Barrie: 1910-talet (1910s: Triumph and Tragedy)
- Leyland Torpedo (charabanc), Morgan motoriserad trehjuling, Middlesbrough Transporter Bridge, Aveling & Porter ångvält, Titanic (oceanångare), radiotelegrafi, Vickerskulspruta, Mark V tank (stridsvagn) och Vickers Vimy (bombflygplan).

2. Storbritanniens häftigaste maskiner med Chris Barrie: 1920-talet (1920s: The Engine-Roaring Twenties)
- Bensinrevolution: Brooklands Race Track (racerbana), Bentley tävlingsbilar, ATCO Standard slåttermaskin, Scammell Pioneer (tankbil), Gilbert & Barker T8 (bensinpump), Brough Superior (motorcykel), de Havilland Gipsy Moth (allmänflygplan) och R101 (luftskepp).

3. Storbritanniens häftigaste maskiner med Chris Barrie: 1930-talet (1930s: The Road to War)
- De Havilland Dragon Rapide (passagerarflygplan), Sentinel ånglastbil,  Morris Eight (personbil), Percy Shaws cats eyes, Gresley A4 (snabbaste ånglok i världen), Cruiser Mk III (stridsvagn), Crusader (medeltung stridsvagn), Supermarine S.6B (tävlingsflygplan) och Supermarine Spitfire (jaktflygplan).

4. Storbritanniens häftigaste maskiner med Chris Barrie: 1940-talet (1940s: War - Mother of Invention)
- British Power Boat Company HSL (räddningsbåt), Jowett brandpump, Austin K2 (brandbil), David Brown VAK 1 (traktor), radar, Daimler Scout Car (pansarbil), Gloster Meteor (jetdrivet jaktflygplan), Martin-Baker (krutstol) och Aston Martin DB2 (sportbil).

5. Storbritanniens häftigaste maskiner med Chris Barrie: 1950-talet (1950s: A New World Order)
- Routemaster (dubbeldäckare), British Rail Class 55 (diesellok), Jodrell Bank (radioteleskop), Avro Vulcan (jetdrivet bombflygplan), de Havilland Comet (jetdrivet passagerarflygplan) och Land Rover (fyrhjulsdriven bil).

6. Storbritanniens häftigaste maskiner med Chris Barrie: 1960-talet (1960s: Revolution by Design)
- Mini (personbil), Post Office Tower (TV-torn), Leyland Super Comet (lastbil), Ford Transit (skåpbil), svävfarkoster och Jaguar E-type (sportbil).

7. Storbritanniens häftigaste maskiner med Chris Barrie: 1980-talet (1980s: The Future Has Landed)
- DeLorean DMC-12 (sportbil), ZX Spectrum (hemdator), Sinclair C5 (eldriven moped), Westland Lynx (helikopter), Scimitar (lät stridsvagn), Lotus Esprit (sportbil) och Ford Sierra (personbil).

8. Storbritanniens häftigaste maskiner med Chris Barrie: Tåg (Trains: The Steam Pioneers)
- Trevithicks ånglok (1802), London Steam Carriage (ångdiligens, 1802), Robert Stephensons Locomotion No 1 (ånglok, 1825), Timothy Hackworths Sans Pareil, John Ericsson och John Braithwaites Novelty, och Stephensons Rocket (tre ånglok, 1829), järnvägslinjen Liverpool - Manchester och Stephensons Planet (ånglok, 1830).